# Deep Creek (comté d'Accomack, Virginie)
 (février 2025).
Pour les articles homonymes, voir Deep Creek.
Deep Creek est une census-designated place située dans le comté d'Accomack, dans l’État de Virginie, aux États-Unis. Lors du recensement de 2020, elle comptait 94 habitants.